# Шакка (коммуна)
Ша́кка (итал. Sciacca) — коммуна в Италии, располагается в регионе Сицилия, подчиняется административному центру Агридженто. Шакка имеет курортное значение, славится серными и йодистыми ваннами из источников на горе Сан-Калоджеро.

## История
Хотя горячие источники использовались людьми с древнейших времён, Шакка была основана Селинунтом лишь в качестве военного укрепления, во время его непрекращающихся войн с городом Агридженто, а римляне назвали её «Термами Селинунта» (Thermae Selinuntinae). Во время арабского правления город стремительно развивался (название «Шакка» происходит от арабского «ас-саках» — купание).
Нормандцы продолжили укреплять город, поскольку быстро оценили его стратегическую важность для контроля над торговыми маршрутами. В последующие годы случилось немало войн, и город укрепляли снова и снова — в особенности против нападений Карла Валуа.
Покровительницей коммуны почитается Пресвятая Богородица (Maria SS. del Soccorso). Праздник ежегодно празднуется 2 февраля и 15 августа.
Шакка также славится своей керамикой, о которой в античные времена упоминал Диодор Сицилийский. Местное производство подобных изделий процветало в период арабского правления, а второй золотой век наступил уже в XVI веке.

## География
Шакка раскинулась амфитеатром по берегу Сицилийского пролива, между устьями рек Платани и Беличе, на высоте 65 м метров над уровнем моря.

## Население
Население составляет 41 158 человек (на 2011 г.), плотность населения составляет 216,28 чел./км². Занимает площадь 190,3 км². Почтовый индекс — 92019. Телефонный код — 0925.

## Города-побратимы
- Салвадор, Бразилия (2001)
- Априлия, Италия (2003)
- Кыршехир, Турция (2011)
- Мустафакемальпаша, Турция (2011)

## Достопримечательности
- Палаццо Стерипинто (Palazzo Steripinto), построенный в стиле каталонской готики в 1501 г., чей ренессансный фасад украшен выступающими камнями;
- Собор Богоматери Помощницы, перестроенный в XVIII веке в стиле сицилийского барокко архитектором Микеле Бласко;
- Церковь Святой Маргариты с готическим центральным порталом;
- Кастелло Инкантато («Зачарованный замок») архитектора Филиппо Бентивенья.

## Известные жители и уроженцы
- Джонни Данди[итал.] (1893—1965) — боксёр.
- Джузеппе Марио Белланка[итал.] (1886—1960) — авиационный инженер.
- Анджело Скандальято[итал.] (1869—1917) — подполковник.
- Джузеппе Камарано (1766—1850) — художник.
- Маттео Дезидерато (1750—1827) — художник.
- Джованни Антонио Медрано (1703—1760) — архитектор.
- Катальдо Амодеи[итал.] (1649—1693) — композитор.